# Melanolophia striata
Melanolophia striata là một loài bướm đêm trong họ Geometridae.